# 티엔뜨자투이
티엔뜨자투이(베트남어: Thiên Tư Gia Thụy / 天資嘉瑞 천자가서 / 1186년 7월 ~ 1202년 8월)는 베트남 리 왕조(李朝) 고종(高宗) 리롱깐(李龍𣉙)의 두번째 연호이다.

## 개원
- 찐푸(貞符) 11년(1186년) 7월에 연호를 티엔뜨자투이(天資嘉瑞)로 개원함.[1][2][3]

- 티엔뜨자투이(天資嘉瑞) 17년(1202년)  8월에 연호를 티엔자바오흐우(天嘉寶祐)로 개원함.[1][2][4]

## 연대 대조표
| 티엔뜨자투이 | 원년       | 2년        | 3년        | 4년        | 5년        | 6년        | 7년        | 8년        | 9년        | 10년       |
| 서기(西紀)   | 1186년     | 1187년     | 1188년     | 1189년     | 1190년     | 1191년     | 1192년     | 1193년     | 1194년     | 1195년     |
| 간지(干支)   | 병오(丙午) | 정미(丁未) | 무신(戊申) | 기유(己酉) | 경술(庚戌) | 신해(辛亥) | 임자(壬子) | 계축(癸丑) | 갑인(甲寅) | 을묘(乙卯) |
| 티엔뜨자투이 | 11년       | 12년       | 13년       | 14년       | 15년       | 16년       | 17년       |            |            |            |
| 서기(西紀)   | 1196년     | 1197년     | 1198년     | 1199년     | 1200년     | 1201년     | 1202년     |            |            |            |
| 간지(干支)   | 병진(丙辰) | 정사(丁巳) | 무오(戊午) | 기미(己未) | 갑신(庚申) | 신유(辛酉) | 임술(壬戌) |            |            |            |

## 동시대 연호

### 중국
남송(南宋)
- 순희(淳熙) (1174년 ~ 1189년)
- 소희(紹熙) (1190년 ~ 1194년)
- 경원(慶元) (1195년 ~ 1200년)
- 가태(嘉泰) (1201년 ~ 1204년)

금(金)
- 대정(大定) (1161년 ~ 1189년)
- 명창(明昌) (1190년 ~ 1196년)
- 승안(承安) (1196년 ~ 1200년)
- 태화(泰和) (1201년 ~ 1209년)

서하(西夏)
- 건우(乾祐) (1170년 ~ 1193년)
- 천경(天慶) (1194년 ~ 1206년)

대리국(大理國)
- 원형(元亨) (1185년 ~ 1195년)
- 정안(定安) (1195년 ~ 1200년)
- 봉력(鳳曆) (1200년 ~ 1203년?)

서요(西遼)
- 천희(天禧) (1177년 ~ 1211년)

### 일본
- 분지(文治) (1185년 ~ 1190년)
- 겐큐(建久) (1190년 ~ 1199년)
- 연호(正治) (1199년 ~ 1201년)
- 겐닌(建仁) (1201년 ~ 1204년)